# Miedzno (województwo kujawsko-pomorskie)
Miedzno – wieś kociewska w Polsce położona w województwie kujawsko-pomorskim, w powiecie świeckim, w gminie Osie na obszarze Wdeckiego Parku Krajobrazowego.
W latach 1975–1998 miejscowość administracyjnie należała do województwa bydgoskiego.
Na północ od miejscowości znajduje się ornitologiczny rezerwat przyrody Miedzno.
We wsi znajduje się budynek dawnej szkoły z 1900 roku, murowana neogotycka kapliczka z XIX wieku, w kształcie słupa z rzeźbami ludowymi oraz jednostka Ochotniczej Straży Pożarnej.
Rosną tutaj dwa pomniki przyrody:
- lipa drobnolistna o obwodzie 380 cm na skrzyżowaniu drogowym[5]
- lipa drobnolistna o obwodzie 310 cm w oddziale leśnym nr 285c leśnictwa Orli Dwór[6].

Od 1991 do 2016 roku lipa drobnolistna o obwodzie 380 cm na posesji nr 35, przy budynku dawnej szkoły była objęta ochroną w formie pomnika przyrody